# Togoland
Togoland là một xứ bảo hộ của Đức ở Tây Phi tồn tại trong giai đoạn từ 1884-1914, bao gồm tại các quốc gia của Togo và khu vực nay là vùng Volta của Ghana, diện tích khoảng 77.355 km² (29.867 sq mi). Thuộc địa này đã được thành lập trong khoảng thời gian thường gọi là "tranh giành châu Phi". Togoland đã được thành lập vào năm 1884 trong một phần của quá trình Bờ biển nô lệ đã được dần dần mở rộng nội địa. Tại sự bùng nổ của cuộc chiến tranh thế giới thứ nhất vào năm 1914 thuộc địa đã bị kéo vào cuộc xung đột. Nó bị xâm lược và nhanh chóng tràn ngập bởi quân đội Anh và Pháp trong chiến dịch Togoland và được đặt dưới sự cai trị quân sự. Năm 1916, lãnh thổ được chia thành các khu hành chính của Anh và Pháp riêng biệt, và điều này đã được chính thức vào năm 1922 với sự thành lập của Togoland thuộc Anh và Togoland thuộc Pháp.

## Lịch sử
Thuộc địa này đã được thành lập vào cuối thời kỳ thuộc địa hóa của châu Âu ở châu Phi thường được gọi là "Tranh giành châu Phi". Hai xứ bảo hộ riêng biệt đã được thành lập vào năm 1884. Trong tháng 2 năm 1884, các tù trưởng của thị trấn Aného đã bị bắt giữ các binh sĩ Đức và buộc phải ký một hiệp ước bảo vệ. Tại khu vực Lomé, nhà thám hiểm người Đức, bác sĩ y khoa, lãnh sự của triều đình và ủy viên đối với Tây Phi Gustav Nachtigal là động lực hướng tới việc thành lập các thuộc địa châu Phi Tây Togoland cũng như Kamerun. Từ cơ sở của mình trên đảo thuộc sở hữu Tây Ban Nha Fernando Po trong bờ biển cong Biafra ông đi nhiều nơi trên đất liền của châu Phi. Vào ngày 05 tháng 7 năm 1884 Nachtigal đã ký một hiệp ước với từ trưởng địa phương, Mlapa III, trong đó ông tuyên bố một sự bảo hộ của Đức trên dải lãnh thổ dọc theo bờ biển nô lệ trên bờ biển cong Bénin. Với các tàu chiến nhỏ SMS Möwe thả neo, cờ hoàng gia đã được nâng lên lần đầu tiên trên lục địa châu Phi. Lãnh Heinrich Ludwig Randad, Jr., đại lý thường trú của công ty C. Goedelts tại Widah, được bổ nhiệm làm ủy viên đầu tiên cho vùng lãnh thổ này.
Năm 1899, Đức và Anh được giao dịch lãnh thổ ở quần đảo Samoa cho quần đảo Bắc Solomon và kiểm soát ở Tonga, sử dụng Khu vực trung lập Togoland (Yendi) và Tam giác Volta như khoản tiền mặc cả.